# Brachythecium appleyardiae
Brachythecium appleyardiae är en bladmossart som beskrevs av Mcadam och A. J. E. Smith 1981 [1982. Brachythecium appleyardiae ingår i släktet gräsmossor, och familjen Brachytheciaceae. Inga underarter finns listade i Catalogue of Life.